# Wereldkampioenschap zaalvoetbal 2012
Het FIFA Wereldkampioenschap zaalvoetbal 2012 werd gehouden 2 november 2012 tot en met 18 november 2012 in Thailand. Het was de zevende editie van het FIFA Wereldkampioenschap zaalvoetbal en werd georganiseerd door de wereldvoetbalbond FIFA. De huidige wereldkampioen is Brazilië die vier jaar geleden Spanje versloeg in de finale. Brazilië prolongeerde opnieuw zijn titel door opnieuw Spanje te verslaan met 3-2 na verlengingen.

## Kandidaten
De Thaise kandidatuur kreeg de voorkeur van de FIFA en versloeg zo de kandidaturen van China, Iran, Azerbaijan, Tsjechië, Sri Lanka en Guatemala.

## Gekwalificeerde landen
| Competitie                        | Data                            | Plaats                       | Aantal Plaatsen | Gekwalificeerd                                          |
| --------------------------------- | ------------------------------- | ---------------------------- | --------------- | ------------------------------------------------------- |
| Gastland                          |                                 |                              | 1               | Thailand                                                |
| AFC Futsal Championship 2012      | 25 mei - 1 juni 2012            | Verenigde Arabische Emiraten | 4               | Iran Japan Australië Koeweit                            |
| Kwalificatietoernooi CAF          | 6 april - 24 juni 2012          |                              | 3               | Egypte Libië Marokko                                    |
| CONCACAF Futsal Championship 2012 | 2 - 8 juli 2012                 | Guatemala                    | 4               | Costa Rica Guatemala Panama Mexico                      |
| Kwalificatietoernooi COMMNEBOL    | 15 - 22 april 2012              | Brazilië                     | 4               | Argentinië Paraguay Brazilië Colombia                   |
| Oceanian Futsal Championship 2011 | 16 - 20 mei 2011                | Fiji                         | 1               | Salomonseilanden                                        |
| Kwalificatietoernooi UEFA         | 19 oktober 2011 - 11 april 2012 |                              | 7               | Oekraïne Servië Rusland Spanje Portugal Tsjechië Italië |
| TOTAAL                            |                                 |                              | 24              |                                                         |

## Speelsteden
De wedstrijden zouden eigenlijk in vier steden worden gespeeld . .
| Arena      | Hua Mark Indoor Stadium | Nimibutr Indoor Stadium | Korat Chatchai Hall |
| ---------- | ----------------------- | ----------------------- | ------------------- |
| Foto       |                         |                         |                     |
| Stad       | Bangkok                 | Bangkok                 | Nakhon Ratchasima   |
| Capaciteit | 12.000                  | 6.000                   | 5.000               |

## Loting
De loting voor de eindronde vond plaats in Bangkok, Thailand op 24 augustus 2012.
De 24 teams werden ingedeeld in zes groepen van 4 teams.

## Groepsfase
- Groepswinnaars , Nummers 2 en de 4 beste nummers 3 plaatsen zich voor de laatste 16.

### Groep A
| Team       | AW | G | G | V | DV | DT | DS | Pnt |
| ---------- | -- | - | - | - | -- | -- | -- | --- |
| Oekraïne   | 3  | 2 | 1 | 0 | 14 | 7  | +7 | 7   |
| Paraguay   | 3  | 1 | 1 | 1 | 9  | 11 | −2 | 4   |
| Thailand   | 3  | 1 | 0 | 2 | 8  | 9  | −1 | 3   |
| Costa Rica | 3  | 1 | 0 | 2 | 8  | 12 | −4 | 3   |

### Groep B
| Team    | AW | G | G | V | DV | DT | DS  | Pnt |
| ------- | -- | - | - | - | -- | -- | --- | --- |
| Spanje  | 3  | 2 | 1 | 0 | 15 | 6  | +9  | 7   |
| Iran    | 3  | 2 | 1 | 0 | 8  | 6  | +2  | 7   |
| Panama  | 3  | 1 | 0 | 2 | 14 | 15 | −1  | 3   |
| Marokko | 3  | 0 | 0 | 3 | 5  | 15 | −10 | 0   |

### Groep C
| Team     | AW | G | G | V | DV | DT | DS  | Pnt |
| -------- | -- | - | - | - | -- | -- | --- | --- |
| Brazilië | 3  | 3 | 0 | 0 | 20 | 2  | +18 | 9   |
| Portugal | 3  | 1 | 1 | 1 | 11 | 9  | +2  | 4   |
| Japan    | 3  | 1 | 1 | 1 | 10 | 11 | −1  | 4   |
| Libië    | 3  | 0 | 0 | 3 | 3  | 22 | −19 | 0   |

### Groep D
| Team       | AW | G | G | V | DV | DT | DS  | Pnt |
| ---------- | -- | - | - | - | -- | -- | --- | --- |
| Italië     | 3  | 3 | 0 | 0 | 17 | 5  | +12 | 9   |
| Argentinië | 3  | 2 | 0 | 1 | 14 | 5  | +9  | 6   |
| Australië  | 3  | 1 | 0 | 2 | 5  | 17 | −12 | 3   |
| Mexico     | 3  | 0 | 0 | 3 | 4  | 13 | −9  | 0   |

### Groep E
| Team     | AW | G | G | V | DV | DT | DS | Pnt |
| -------- | -- | - | - | - | -- | -- | -- | --- |
| Servië   | 3  | 2 | 1 | 0 | 12 | 5  | +7 | 7   |
| Tsjechië | 3  | 1 | 1 | 1 | 7  | 11 | −4 | 4   |
| Egypte   | 3  | 1 | 0 | 2 | 11 | 9  | +2 | 3   |
| Koeweit  | 3  | 1 | 0 | 2 | 8  | 13 | −5 | 3   |

### Groep F
| Team             | AW | G | G | V | DV | DT | DS  | Pnt |
| ---------------- | -- | - | - | - | -- | -- | --- | --- |
| Rusland          | 3  | 3 | 0 | 0 | 27 | 0  | +27 | 9   |
| Colombia         | 3  | 1 | 0 | 2 | 13 | 10 | +3  | 3   |
| Guatemala        | 3  | 1 | 0 | 2 | 8  | 15 | −7  | 3   |
| Salomonseilanden | 3  | 1 | 0 | 2 | 7  | 30 | −23 | 3   |

### Rangschikking van de Nummers 3
| Groep | Team      | AW | G | G | V | DV | DT | DS  | Pnt |
| ----- | --------- | -- | - | - | - | -- | -- | --- | --- |
| C     | Japan     | 3  | 1 | 1 | 1 | 10 | 11 | −1  | 4   |
| E     | Egypte    | 3  | 1 | 0 | 2 | 11 | 9  | +2  | 3   |
| B     | Panama    | 3  | 1 | 0 | 2 | 14 | 15 | −1  | 3   |
| A     | Thailand  | 3  | 1 | 0 | 2 | 8  | 9  | −1  | 3   |
| F     | Guatemala | 3  | 1 | 0 | 2 | 8  | 15 | −7  | 3   |
| D     | Australië | 3  | 1 | 0 | 2 | 5  | 17 | −12 | 3   |

## Knock-outfase

### Laatste 16
|                        |              |        |                                            |                                                                               |
| 11 november 2012 16:00 | Paraguay     | 1 – 4  | Portugal                                   | Hua Mark Indoor, Bangkok Toeschouwers: 3.579 Scheidsrechter: Daniel Rodríguez |
| 11 november 2012 16:00 | J. Salas 36' | Report | Cardinal 12' Matos 20' Ricardinho 39', 40' | Hua Mark Indoor, Bangkok Toeschouwers: 3.579 Scheidsrechter: Daniel Rodríguez |

|                        |                                                                           |        |                               |                                                                           |
| 11 november 2012 18:30 | Oekraïne                                                                  | 6 – 3  | Japan                         | Hua Mark Indoor, Bangkok Toeschouwers: 3.579 Scheidsrechter: Renata Leite |
| 11 november 2012 18:30 | Chepornyuk 3' Fedorchenko 5' Zhurba 10' Rogachov 13' Ovsyannikov 16', 16' | Report | Morioka 30', 31' Kitahara 32' | Hua Mark Indoor, Bangkok Toeschouwers: 3.579 Scheidsrechter: Renata Leite |

|                        |                                                                     |         |              |                                                                              |
| 11 november 2012 18:30 | Spanje                                                              | 7 – 1   | Thailand     | Nimibutr Indoor, Bangkok Toeschouwers: 4.170 Scheidsrechter: Alexander Cline |
| 11 november 2012 18:30 | Torras 10', 17' Fernandão 25', 28' Aicardo 30' Ortiz 34' Álvaro 38' | Verslag | Kritsada 39' | Nimibutr Indoor, Bangkok Toeschouwers: 4.170 Scheidsrechter: Alexander Cline |

|                        |             |         |                    |                                                                            |
| 11 november 2012 21:00 | Iran        | 1 – 2   | Colombia           | Nimibutr Indoor, Bangkok Toeschouwers: 4.170 Scheidsrechter: Ivan Shabanov |
| 11 november 2012 21:00 | Rahnama 35' | Verslag | Duque 30' Caro 34' | Nimibutr Indoor, Bangkok Toeschouwers: 4.170 Scheidsrechter: Ivan Shabanov |

|                        |                                               |         |                |                                                                                          |
| 12 november 2012 16:00 | Italië                                        | 5 – 1   | Egypte         | Korat Chatchai Hall, Nakhon Ratchasima Toeschouwers: 3.644 Scheidsrechter: Nurdin Bukuev |
| 12 november 2012 16:00 | Assis 4', 11', 31' dos Santos 20' Fortino 33' | Verslag | Abou Serie 11' | Korat Chatchai Hall, Nakhon Ratchasima Toeschouwers: 3.644 Scheidsrechter: Nurdin Bukuev |

|                        | |         |        |                                                                                               |
| 12 november 2012 18:30 | Brazilië | 16 – 0  | Panama | Korat Chatchai Hall, Nakhon Ratchasima Toeschouwers: 3.644 Scheidsrechter: Fernando Gutierrez |
| 12 november 2012 18:30 | Fernandinho 4', 38' Jé 6', 19', 35' Rodrigo 7', 33' Ari 8', 10', 39' Simi 12' Neto 13' Vinícius 23' Rafael 30', 34' Falcão 37' | Verslag |        | Korat Chatchai Hall, Nakhon Ratchasima Toeschouwers: 3.644 Scheidsrechter: Fernando Gutierrez |

|                        |                             |         |          |                                                                                |
| 12 november 2012 18:30 | Rusland                     | 3 – 0   | Tsjechië | Hua Mark Indoor, Bangkok Toeschouwers: 1.355 Scheidsrechter: Wenceslao Aguilar |
| 12 november 2012 18:30 | Lima 7' Pula 10' Cirilo 29' | Verslag |          | Hua Mark Indoor, Bangkok Toeschouwers: 1.355 Scheidsrechter: Wenceslao Aguilar |

|                        |              |        |                          |                                                                           |
| 12 november 2012 21:00 | Servië       | 1 – 2  | Argentinië               | Hua Mark Indoor, Bangkok Toeschouwers: 1.355 Scheidsrechter: Héctor Rojas |
| 12 november 2012 21:00 | Rajčević 37' | Report | Cuzzolino 11' Rescia 17' | Hua Mark Indoor, Bangkok Toeschouwers: 1.355 Scheidsrechter: Héctor Rojas |

### Kwartfinales
|                        |                        |         |                          |                                                                                |
| 14 november 2012 16:00 | Argentinië             | 2 – 3   | Brazilië                 | Hua Mark Indoor, Bangkok Toeschouwers: 3.007 Scheidsrechter: Wenceslao Aguilar |
| 14 november 2012 16:00 | Rescia 17' Borruto 18' | Verslag | Neto 33' Falcão 35', 45' | Hua Mark Indoor, Bangkok Toeschouwers: 3.007 Scheidsrechter: Wenceslao Aguilar |

|                        |                              |         |                 |                                                                             |
| 14 november 2012 18:30 | Colombia                     | 3 – 1   | Oekraïne        | Hua Mark Indoor, Bangkok Toeschouwers: 3.007 Scheidsrechter: Sergio Cabrera |
| 14 november 2012 18:30 | Reyes 23' Caro 40' Abril 40' | Verslag | Ovsyannikov 40' | Hua Mark Indoor, Bangkok Toeschouwers: 3.007 Scheidsrechter: Sergio Cabrera |

|                        |                         |         |                                                   |                                                                           |
| 14 november 2012 18:30 | Portugal                | 3 – 4   | Italië                                            | Nimibutr Indoor, Bangkok Toeschouwers: 3.100 Scheidsrechter: Karel Henych |
| 14 november 2012 18:30 | Ricardinho 2', 11', 12' | Verslag | Assis 22' (pen.) Lima 38' Fortino 40' Honorio 42' | Nimibutr Indoor, Bangkok Toeschouwers: 3.100 Scheidsrechter: Karel Henych |

|                        |                                   |         |                             |                                                                           |
| 14 november 2012 21:00 | Spanje                            | 3 – 2   | Rusland                     | Nimibutr Indoor, Bangkok Toeschouwers: 3.100 Scheidsrechter: Marc Birkett |
| 14 november 2012 21:00 | Ortiz 4' Fernandão 13' Lozano 19' | Verslag | Cirilo 2' Alemao 34' (e.d.) | Nimibutr Indoor, Bangkok Toeschouwers: 3.100 Scheidsrechter: Marc Birkett |

### Halve finales
|                        |            |         |                                               |                                                                            |
| 16 november 2012 17:00 | Italië     | 1 – 4   | Spanje                                        | Hua Mark Indoor, Bangkok Toeschouwers: 4.597 Scheidsrechter: Nurdin Bukuev |
| 16 november 2012 17:00 | Merlim 30' | Verslag | Assis 9' (o.g.) Alemao 30' Lozano 34' Lin 38' | Hua Mark Indoor, Bangkok Toeschouwers: 4.597 Scheidsrechter: Nurdin Bukuev |

|                        |                                 |        |          |                                                                               |
| 16 november 2012 19:30 | Brazilië                        | 3 – 1  | Colombia | Hua Mark Indoor, Bangkok Toeschouwers: 4.597 Scheidsrechter: Daniel Rodriguez |
| 16 november 2012 19:30 | Gabriel 1', 28' Toro 29' (e.d.) | Report | Toro 19' | Hua Mark Indoor, Bangkok Toeschouwers: 4.597 Scheidsrechter: Daniel Rodriguez |

### Kleine finale
|                        |                             |         |          |                                                                          |
| 18 november 2012 17:00 | Italië                      | 3 – 0   | Colombia | Hua Mark Indoor, Bangkok Toeschouwers: 5.685 Scheidsrechter: Jose Katemo |
| 18 november 2012 17:00 | Romano 28' Fortino 33', 40' | Verslag |          | Hua Mark Indoor, Bangkok Toeschouwers: 5.685 Scheidsrechter: Jose Katemo |

### Finale
|                        |                        |         |                          |                                                                           |
| 18 november 2012 19:30 | Spanje                 | 2 – 3   | Brazilië                 | Hua Mark Indoor, Bangkok Toeschouwers: 5.685 Scheidsrechter: Héctor Rojas |
| 18 november 2012 19:30 | Torras 30' Aicardo 31' | Verslag | Neto 25', 50' Falcão 37' | Hua Mark Indoor, Bangkok Toeschouwers: 5.685 Scheidsrechter: Héctor Rojas |

## Prijzen
De volgende prijzen werden uitgedeeld na het toernooi:
| Winnaar Gouden schoen | Winnaar Gouden bal | Winnaar Gouden handschoen | FIFA Fair Play Trophy |
| --------------------- | ------------------ | ------------------------- | --------------------- |
| Eder Lima             | Neto               | Stefano Mammarella        | Argentinië            |

| Winnaar Zilveren schoen | Winnaar Bronzen schoen | Winnaar Zilveren bal | Winnaar Bronzen bal |
| ----------------------- | ---------------------- | -------------------- | ------------------- |
| Rodolfo Fortino         | Fernandinho            | Kike                 | Ricardinho          |

| Doelpunt van het toernooi |
| ------------------------- |
| Suphawut Thueanklang      |